# Teatro Comunale (Ferrare)
Le Teatro Comunale (théâtre communal) est l'opéra de Ferrare, principale ville d'Émilie-Romagne. Il se trouve en plein centre historique à quelques mètres du  château d'Este. Il a été construit entre 1786 et 1797 avec une capacité de 990 spectateurs sur ordre du cardinal Spinelli envoyé du pape. Les plans sont confiés aux architectes Cosimo Morelli et Antonio Foschini. Il est inauguré le 2 septembre 1798 par la première de l'opéra Gli orazi e i curiazi de Portogallo. C'est ici qu'a été représenté en mars 1812 pour la première fois Ciro in Babilonia de Rossini, alors âgé de vingt ans. Le 21 mars 1813, c'est la première de Tancredi de Rossini dans sa seconde version.
Le théâtre est rénové entre 1825 et 1826, puis en 1850, lui donnant son aspect actuel. En 1928, on ajoute une fosse d'orchestre. Il est gravement endommagé pendant la Seconde Guerre mondiale par les bombardements alliés. Il ouvre épisodiquement après la guerre, mais une restauration d'ensemble oblige à sa fermeture de 1956 au début des années 1960, de même entre 1987 et 1989. 
La salle d'opéra en forme de théâtre à l'italienne possède cinq niveaux (galeries, loges et poulailler) et son plafond montre quatre scènes de la vie de Jules César.
Après la guerre et les restaurations qui suivent, les représentations sont peu fréquentes, mais après l'institution de Ferrara Musica en 1988, on y joue plus d'opéras. Le chef d'orchestre Claudio Abbado qui en fut le directeur artistique y dirigeait habituellement un opéra par saison. Par exemple en 2007, quatre opéras sont joués entre février et mars, ainsi que des spectacles de danse et d'autres événements y ont lieu. 
Entre janvier et avril 2008, par exemple, quatre opéras sont représentés : Montezuma de Vivaldi, Maria de Buenos Aires d'Astor Piazzolla, Tosca de Puccini et Lucia di Lammermoor de Donizetti. Quatre opéras sont également joués pendant la saison 2013-2014. Le 21 mars 2014, y a eu lieu un concert en la mémoire de Claudio Abbado. Le théâtre prend son nom.

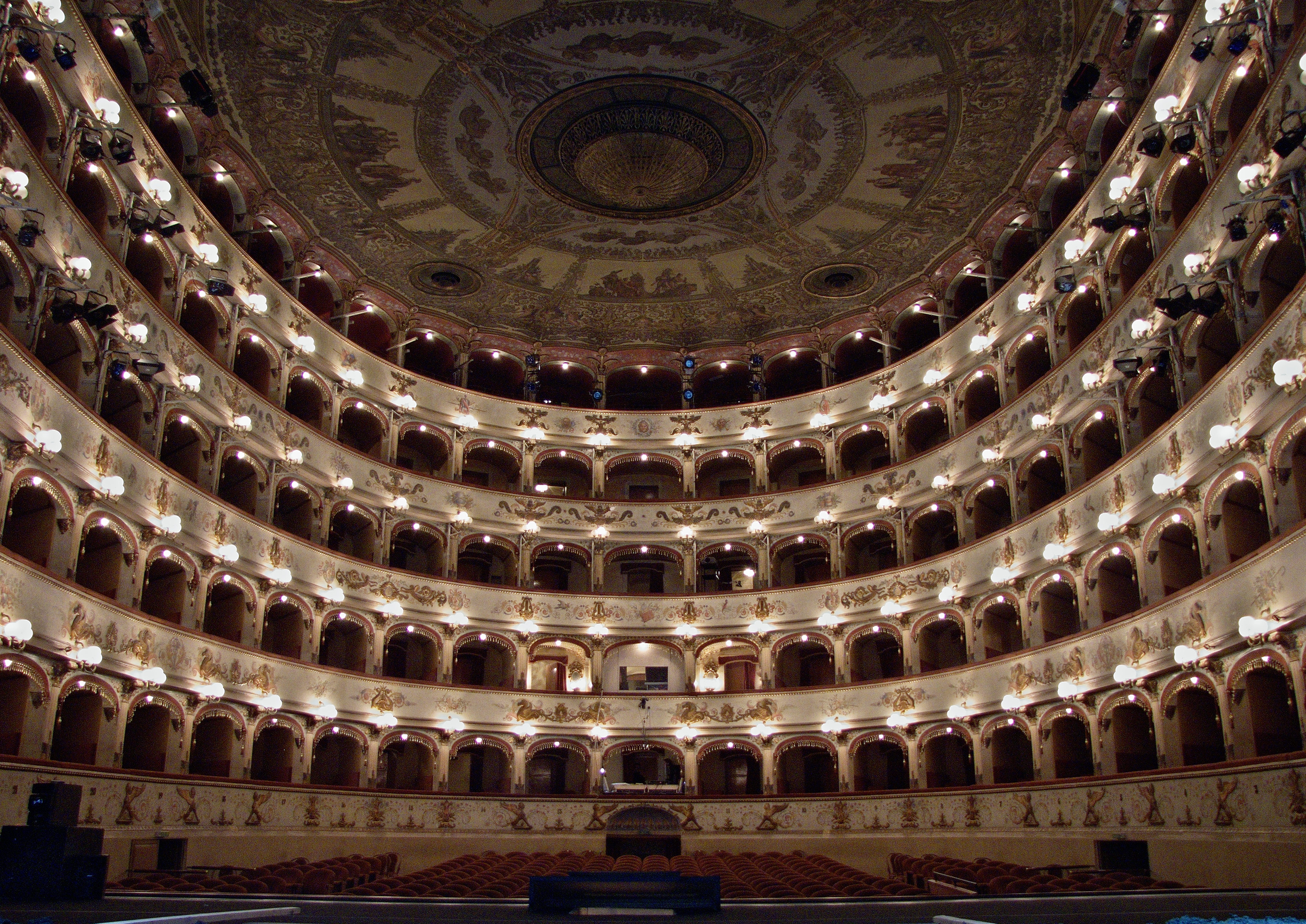
Vue de l'opéra de Ferrare.
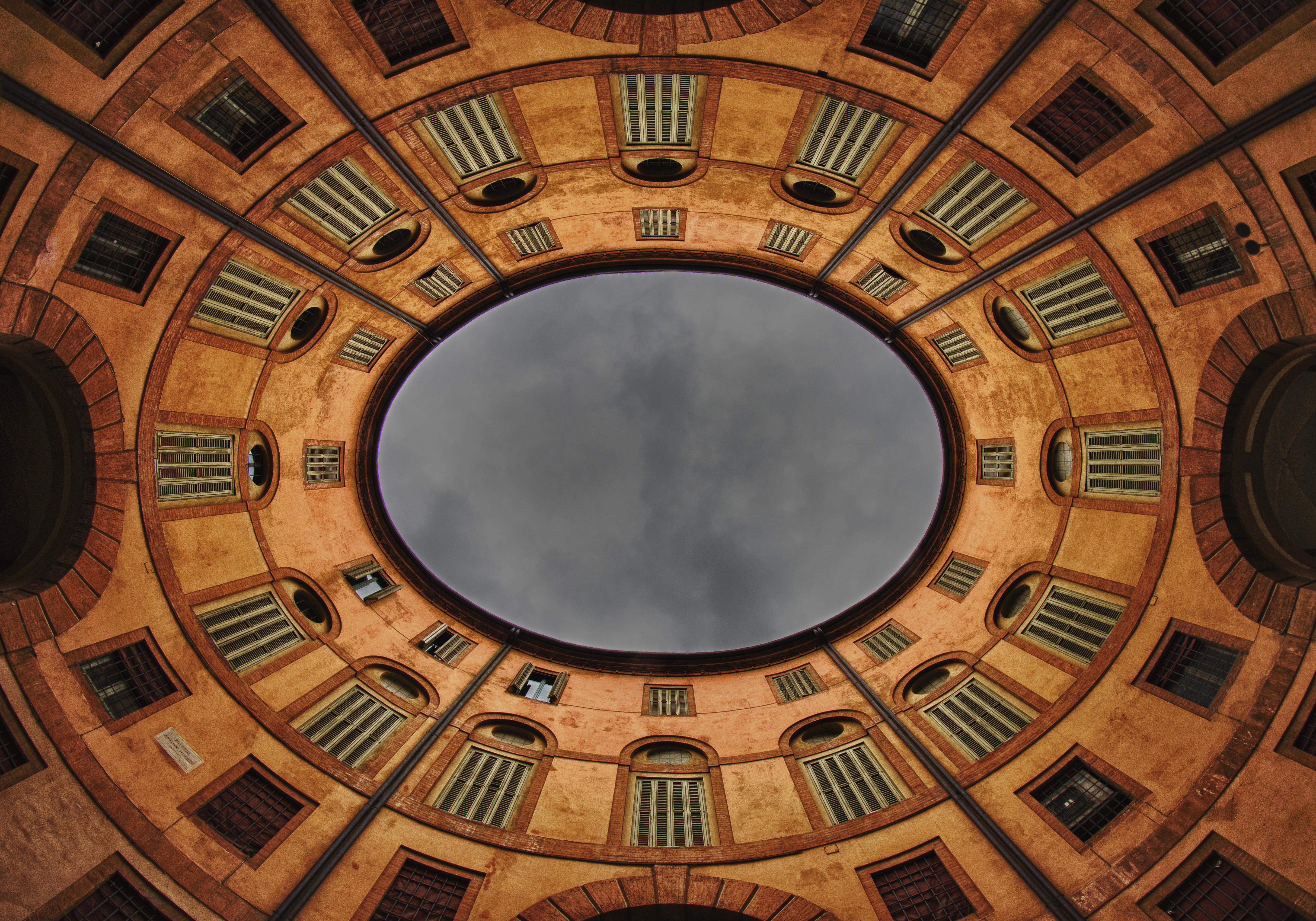
Vue de la rotonde Foschini, cour intérieure du Teatro Comunale.